# 영등포구 갑 (1963년 선거구)
영등포구 갑은 대한민국의 옛 국회의원 선거구이다. 당시 서울특별시 영등포구의 일부 지역을 관할했다.

## 역사
6대 국회의원 선거를 앞두고 기존의 영등포구 을 지역구와 김포군과 부천군에서 새롭게 영등포구로 편입된 지역들을 합쳐서 신설된 지역구이다.
8대 국회의원 선거를 앞두고 상도동, 본동, 흑석동, 노량진동, 봉천동, 사당동, 잠원동, 서초동, 양재동이 새롭게 영등포구 갑 선거구를 형성하게 되었으며 신길동, 대방동, 신대방동, 신도림동, 신림동이 새로운 영등포구 을 선거구를 형성하게 되면서 폐지되었다.

## 역대 국회의원
| 선거   | 정당 | 정당   | 의원   |
| ------ | ---- | ------ | ------ |
| 1963년 |      | 민주당 | 한통숙 |
| 1967년 |      | 신민당 | 유진산 |

### 대한민국 제6대 국회의원 선거
|  | 32.69% |

|  | 22.79% |

|  | 22.19% |

|  | 11.80% |

|  | 5.70% |

|  | 3.25% |

|  | 1.55% |

|  | 0% |

### 대한민국 제7대 국회의원 선거
|  | 54.91% |

|  | 42.51% |

|  | 1.85% |

|  | 0.72% |

|  | 0% |

|  | 0% |

|  | 0% |